# Lijst van gemeentelijke monumenten in Bennekom
De plaats Bennekom in de gemeente Ede, kent 78 gemeentelijke monumenten. Hieronder een overzicht.
| Object                                                                                     | Bouwjaar       | Architect              | Locatie                                                                                  | Plaats   | Coördinaten                   | Nr.          | Afbeelding                                                                                 |
| ------------------------------------------------------------------------------------------ | -------------- | ---------------------- | ---------------------------------------------------------------------------------------- | -------- | ----------------------------- | ------------ | ------------------------------------------------------------------------------------------ |
| Woonhuis                                                                                   | rond 1895      |                        | Bovenweg 24                                                                              | Bennekom | 51° 59' 41" NB, 5° 40' 37" OL | 0228/GM004   | Woonhuis                                                                                   |
| Rustoord                                                                                   | rond 1884      |                        | Bovenweg 26                                                                              | Bennekom | 51° 59' 41" NB, 5° 40' 38" OL | 0228/GM005   | Rustoord                                                                                   |
| Woonhuis Voordorp                                                                          | rond 1880      |                        | Bovenweg 28                                                                              | Bennekom | 51° 59' 40" NB, 5° 40' 38" OL | 0228/GM006   | Woonhuis Voordorp                                                                          |
| Villa "Rusticana", villa met tuin en hek                                                   | 1901           |                        | Bovenweg 29                                                                              | Bennekom | 51° 59' 33" NB, 5° 40' 42" OL | 0228/GM007   | Villa "Rusticana", villa met tuin en hek                                                   |
| Gereformeerde Kerk                                                                         | 1926-1927      | J.B. Radstake          | Brinkstraat 41                                                                           | Bennekom | 52° 0' 3" NB, 5° 40' 23" OL   | 0228/GM008   | Gereformeerde Kerk                                                                         |
| School met de Bijbel                                                                       | 1921-1922      | Evert Jan Rotshuizen   | Commandeursweg 44                                                                        | Bennekom | 52° 0' 1" NB, 5° 40' 17" OL   | 0228/BP001   | School met de Bijbel                                                                       |
| Dikkenes, boerderij, schuur en inrijhek                                                    | 1910           |                        | Dickenesweg 5                                                                            | Bennekom | 52° 0' 1" NB, 5° 37' 49" OL   | 0228/GM009   | Dikkenes, boerderij, schuur en inrijhek                                                    |
| Boerderij                                                                                  | 1914           |                        | Dijkgraaf 35                                                                             | Bennekom | 51° 59' 50" NB, 5° 38' 19" OL | 0228/GM011   | Boerderij                                                                                  |
| Boerderij met schaapskooi en schuur                                                        | 1857           |                        | Dijkgraaf 38                                                                             | Bennekom | 51° 59' 47" NB, 5° 38' 25" OL | 0228/GM012/1 | Boerderij met schaapskooi en schuur                                                        |
| Boerderij met schaapskooi en schuur                                                        | 1857           |                        | Dijkgraaf 40                                                                             | Bennekom | 51° 59' 47" NB, 5° 38' 25" OL | 0228/GM012/2 | Boerderij met schaapskooi en schuur                                                        |
| Boerderij Schoonhoven met schuur                                                           | ws. 1870       |                        | Dijkgraaf 42                                                                             | Bennekom | 51° 59' 45" NB, 5° 38' 25" OL | 0228/GM013   | Boerderij Schoonhoven met schuur                                                           |
| Dorsmachineschuur                                                                          | ca. 1915       |                        | Dijkgraaf                                                                                | Bennekom | 52° 0' 4" NB, 5° 38' 13" OL   | 0228/GM010   | Dorsmachineschuur                                                                          |
| Oude Postkantoor                                                                           | 1909           | G.J.M. Hof             | Dorpsstraat 2                                                                            | Bennekom | 51° 59' 58" NB, 5° 40' 33" OL | 0228/GM014   | Oude Postkantoor                                                                           |
| (helft van) Dubbel winkel-woonhuis                                                         | 1912           | A. Heitink             | Dorpsstraat 14                                                                           | Bennekom | 51° 59' 57" NB, 5° 40' 33" OL | 0228/GM015/1 | (helft van) Dubbel winkel-woonhuis                                                         |
| (helft van) Dubbel winkel-woonhuis                                                         | 1912           | A. Heitink             | Dorpsstraat 16                                                                           | Bennekom | 51° 59' 56" NB, 5° 40' 32" OL | 0228/GM015/2 | (helft van) Dubbel winkel-woonhuis                                                         |
| (deel van) hoek-winkelpand                                                                 | rond 1910      |                        | Dorpsstraat 18                                                                           | Bennekom | 51° 59' 56" NB, 5° 40' 32" OL | 0228/BP002/1 | (deel van) hoek-winkelpand                                                                 |
| (deel van) hoek-winkelpand                                                                 | rond 1910      |                        | Dorpsstraat 20                                                                           | Bennekom | 51° 59' 56" NB, 5° 40' 32" OL | 0228/BP002/2 | (deel van) hoek-winkelpand                                                                 |
| (deel van) hoek-winkelpand                                                                 | rond 1910      |                        | Dorpsstraat 22                                                                           | Bennekom | 51° 59' 56" NB, 5° 40' 32" OL | 0228/BP002/3 | (deel van) hoek-winkelpand                                                                 |
| Kostersteen bij NH kerk                                                                    | 1700-1850      |                        | Dorpsstraat 45                                                                           | Bennekom | 51° 59' 53" NB, 5° 40' 34" OL | 0228/GM016   | Kostersteen bij NH kerk                                                                    |
| Winkel-woonhuis                                                                            | rond 1905      |                        | Dorpsstraat 48                                                                           | Bennekom | 51° 59' 53" NB, 5° 40' 32" OL | 0228/BP003   | Winkel-woonhuis                                                                            |
| Villa                                                                                      | 1910           |                        | Dorpsstraat 64                                                                           | Bennekom | 51° 59' 50" NB, 5° 40' 33" OL | 0228/BP004   | Villa                                                                                      |
| Zonnewijzer                                                                                | rond 1750      | "A.Hoevenaar fecit"    | Dr. W. Dreeslaan 1                                                                       | Bennekom | 51° 59' 47" NB, 5° 39' 43" OL | 0228/GM017   | Zonnewijzer                                                                                |
| Winkel-woonhuis                                                                            | 1905-1910      |                        | Edeseweg 13                                                                              | Bennekom | 52° 0' 1" NB, 5° 40' 33" OL   | 0228/BP005   | Winkel-woonhuis                                                                            |
| (deel van) Villa Bene Vita                                                                 | 1871           |                        | Edeseweg 26                                                                              | Bennekom | 52° 0' 5" NB, 5° 40' 33" OL   | 0228/GM018/1 | (deel van) Villa Bene Vita                                                                 |
| (deel van) Villa Bene Vita                                                                 | 1871           |                        | Edeseweg 26                                                                              | Bennekom | 52° 0' 5" NB, 5° 40' 33" OL   | 0228/GM018/2 | (deel van) Villa Bene Vita                                                                 |
| Villa met tuin, hek en stal                                                                | rond 1890      |                        | Edeseweg 30                                                                              | Bennekom | 52° 0' 7" NB, 5° 40' 33" OL   | 0228/GM020   | Villa met tuin, hek en stal                                                                |
| Villa "Elizabeth", villa, tuin, hek, kippenhok                                             | 1896           |                        | Edeseweg 36                                                                              | Bennekom | 52° 0' 8" NB, 5° 40' 33" OL   | 0228/GM019   | Villa "Elizabeth", villa, tuin, hek, kippenhok                                             |
| Huize "De Hulst"                                                                           | 1888           |                        | Edeseweg 46                                                                              | Bennekom | 52° 0' 13" NB, 5° 40' 31" OL  | 0228/GM021   | Huize "De Hulst"                                                                           |
| Villa                                                                                      | 1880-1890      |                        | Edeseweg 48                                                                              | Bennekom | 52° 0' 14" NB, 5° 40' 31" OL  | 0228/GM022   | Villa                                                                                      |
| Villa "Welkom", villa met tuin en hek                                                      | 1907           |                        | Edeseweg 57                                                                              | Bennekom | 52° 0' 8" NB, 5° 40' 30" OL   | 0228/GM023   | Villa "Welkom", villa met tuin en hek                                                      |
| Landhuis met tuin en hek                                                                   | 1922           | P.J.W.J. van der Burgh | Edeseweg 58                                                                              | Bennekom | 52° 0' 19" NB, 5° 40' 30" OL  | 0228/GM024   | Landhuis met tuin en hek                                                                   |
| Villa "Veluvia", villa met tuin                                                            | 1907           | ws. A. Krul jr.        | Edeseweg 60                                                                              | Bennekom | 52° 0' 19" NB, 5° 40' 30" OL  | 0228/GM025   | Villa "Veluvia", villa met tuin                                                            |
| Villa 't Endt, villa met tuin                                                              | 1897           |                        | Edeseweg 77                                                                              | Bennekom | 52° 0' 13" NB, 5° 40' 29" OL  | 0228/GM026   | Villa 't Endt, villa met tuin                                                              |
| (deel van) Villa Klein Vossenhol                                                           | 1882           |                        | Edeseweg 110                                                                             | Bennekom | 52° 0' 34" NB, 5° 40' 27" OL  | 0228/GM027/1 | (deel van) Villa Klein Vossenhol                                                           |
| (deel van) Villa Klein Vossenhol                                                           | 1882           |                        | Edeseweg 112                                                                             | Bennekom | 52° 0' 34" NB, 5° 40' 27" OL  | 0228/GM027/2 | (deel van) Villa Klein Vossenhol                                                           |
| (helft van) Dubbele villa                                                                  | 1927           | M. van de Brink        | Edeseweg 141                                                                             | Bennekom | 52° 0' 36" NB, 5° 40' 23" OL  | 0228/GM028   | (helft van) Dubbele villa                                                                  |
| (helft van) Dubbele villa                                                                  | 1927           | M. van de Brink        | Edeseweg 143                                                                             | Bennekom | 52° 0' 36" NB, 5° 40' 22" OL  | 0228/GM029   | (helft van) Dubbele villa                                                                  |
| Villa "Erica", villa met hek                                                               | na 1850        |                        | Ericapark 1                                                                              | Bennekom | 51° 59' 48" NB, 5° 40' 43" OL | 0228/GM030   | Villa "Erica", villa met hek                                                               |
| Daggelderswoning                                                                           | voor 1850      |                        | Fred Bantinglaan 19                                                                      | Bennekom | 52° 0' 36" NB, 5° 40' 49" OL  | 0228/GM001   | Daggelderswoning                                                                           |
| Daggelderswoning                                                                           | voor 1850      |                        | Fred Bantinglaan 62                                                                      | Bennekom | 52° 0' 43" NB, 5° 40' 49" OL  | 0228/GM002   | Daggelderswoning                                                                           |
| Boerderijcomplex Soetendael                                                                | na 1850        |                        | Halderbrinkweg 25                                                                        | Bennekom | 52° 0' 18" NB, 5° 40' 7" OL   | 0228/GM031   | Boerderijcomplex Soetendael                                                                |
| Boerderij met erf en bakhuis                                                               | 1907           |                        | Halderbrinkweg 29                                                                        | Bennekom | 52° 0' 16" NB, 5° 40' 3" OL   | 0228/GM032   | Boerderij met erf en bakhuis                                                               |
| Karloods en schaapskooi                                                                    |                |                        | Harnsedijkje 4                                                                           | Bennekom | 52° 0' 8" NB, 5° 38' 50" OL   | 0228/GM033   | Karloods en schaapskooi                                                                    |
| Kanonkazemat R374                                                                          | 1944-1945      | Organisation Todt      | Harsloweg 4                                                                              | Bennekom | 52° 0' 2" NB, 5° 37' 29" OL   | 0228/GM034   | Kanonkazemat R374                                                                          |
| Schaapskooi en varkenskot                                                                  | omstreeks 1870 |                        | Harsloweg 5                                                                              | Bennekom | 52° 0' 12" NB, 5° 37' 27" OL  | 0228/GM035   | Schaapskooi en varkenskot                                                                  |
| Villa met tuin en hek                                                                      | 1891           |                        | Heelsumseweg 16                                                                          | Bennekom | 51° 59' 46" NB, 5° 40' 50" OL | 0228/GM036   | Villa met tuin en hek                                                                      |
| De Flierefluiter, landhuis met tuin                                                        | 1927           | A.H. van de Waal       | Heelsumseweg 20                                                                          | Bennekom | 51° 59' 46" NB, 5° 40' 53" OL | 0228/GM037   | De Flierefluiter, landhuis met tuin                                                        |
| De Berk, landhuis met tuin                                                                 | 1922           | A.H. van de Waal       | Heelsumseweg 39                                                                          | Bennekom | 51° 59' 47" NB, 5° 41' 7" OL  | 0228/GM038   | De Berk, landhuis met tuin                                                                 |
| Daggelderswoning                                                                           | voor 1850      |                        | Hullenberglaan 1                                                                         | Bennekom | 51° 59' 48" NB, 5° 41' 6" OL  | 0228/GM039   | Daggelderswoning                                                                           |
| Daggelderswoning                                                                           | na 1850        |                        | Hullenberglaan 3                                                                         | Bennekom | 51° 59' 48" NB, 5° 41' 6" OL  | 0228/GM040   | Daggelderswoning                                                                           |
| Begraafplaats                                                                              | rond 1830      |                        | Kerkhoflaan                                                                              | Bennekom | 51° 59' 53" NB, 5° 40' 40" OL | 0228/GM041   | Begraafplaats                                                                              |
| Hofstede in de Kraats met schuur                                                           | 1783           |                        | Kraatsweg 4                                                                              | Bennekom | 52° 0' 20" NB, 5° 37' 49" OL  | 0228/GM042   | Hofstede in de Kraats met schuur                                                           |
| Bavergoet, boerderij met bakhuis                                                           | vanaf 1632     |                        | Kraatsweg 7                                                                              | Bennekom | 52° 0' 19" NB, 5° 36' 57" OL  | 0228/GM043   | Bavergoet, boerderij met bakhuis                                                           |
| Salland, boerderij met leilinde                                                            | 1820           |                        | Kraatsweg 12                                                                             | Bennekom | 52° 0' 20" NB, 5° 36' 44" OL  | 0228/GM044   | Salland, boerderij met leilinde                                                            |
| Boerderij                                                                                  | 1900           |                        | Langesteeg 17                                                                            | Bennekom | 51° 59' 58" NB, 5° 39' 15" OL | 0228/GM045   | Boerderij                                                                                  |
| Klein Nergena                                                                              | begin 19e eeuw |                        | Langesteeg 35                                                                            | Bennekom | 51° 59' 48" NB, 5° 38' 28" OL | 0228/GM046   | Klein Nergena                                                                              |
| Huis "Annetta"                                                                             | 1885           |                        | Molenstraat 3                                                                            | Bennekom | 52° 0' 5" NB, 5° 40' 29" OL   | 0228/GM047   | Huis "Annetta"                                                                             |
| Atelierwoning Dick Ket                                                                     | 1930           | H.J. Mekking           | Prins Bernhardlaan 61                                                                    | Bennekom | 52° 0' 10" NB, 5° 41' 2" OL   | 0228/GM003   | Atelierwoning Dick Ket                                                                     |
| Villa "Les Violettes", villa met tuin                                                      | Omstreeks 1910 |                        | Selterskampweg 33                                                                        | Bennekom | 52° 0' 1" NB, 5° 41' 6" OL    | 0228/GM048   | Villa "Les Violettes", villa met tuin                                                      |
| Boerderij "Havesteyn"                                                                      | 1792           |                        | West Breukelderweg 37                                                                    | Bennekom | 52° 0' 22" NB, 5° 39' 48" OL  | 0228/GM049   | Boerderij "Havesteyn"                                                                      |
| Werk-woonhuis: winkelwoning                                                                | 1947           |                        | Bart van Elstplantsoen 8-10-12                                                           | Bennekom | 51° 59' 48" NB, 5° 40' 32" OL | 0228/GM178   | Werk-woonhuis: winkelwoning                                                                |
| Werk-woonhuis: winkelwoning                                                                | 1946           |                        | Kerkhoflaan 12                                                                           | Bennekom | 51° 59' 58" NB, 5° 40' 37" OL | 0228/GM180   | Werk-woonhuis: winkelwoning                                                                |
| Kerk met dienstwoning: basilicatype met pastorie (rooms-katholieke Maria Virgo Reginakerk) |                |                        | Heelsumseweg 1-3                                                                         | Bennekom | 51° 59' 49" NB, 5° 40' 37" OL | 0228/GM181   | Kerk met dienstwoning: basilicatype met pastorie (rooms-katholieke Maria Virgo Reginakerk) |
| boerderij: T-huisboerderij                                                                 | 1948           |                        | Driestweg 1-3                                                                            | Bennekom | 52° 0' 2" NB, 5° 39' 41" OL   | 0228/GM185   | boerderij: T-huisboerderij                                                                 |
| boerderij: ‘krukhuis’ boerderij                                                            | 1948           |                        | Driestweg 7                                                                              | Bennekom | 52° 0' 2" NB, 5° 39' 37" OL   | 0228/GM186   | boerderij: ‘krukhuis’ boerderij                                                            |
| fabrieksgebouw met directeurswoning                                                        | 1950           |                        | Veenderweg 34-36                                                                         | Bennekom | 51° 59' 59" NB, 5° 40' 21" OL | 0228/GM189   | fabrieksgebouw met directeurswoning                                                        |
| gedenkteken: sculptuur-plaquette-herinneringsbank                                          | 1945           |                        | Bart van Elstplantsoen z.n.                                                              | Bennekom | 51° 59' 48" NB, 5° 40' 34" OL | 0228/GM198   | Meer afbeeldingen                                                                          |
| Woonhuis: (Bungalow)                                                                       | 1970           |                        | Moftbos 8                                                                                | Bennekom | 52° 0' 31" NB, 5° 43' 39" OL  | 0228/GM222   | Woonhuis: (Bungalow)                                                                       |
| Woonhuis: (Villa)                                                                          | 1948           |                        | Edeseweg 74                                                                              | Bennekom | 52° 0' 25" NB, 5° 40' 28" OL  | 0228/GM205   | Woonhuis: (Villa)                                                                          |
| Woonhuis: (Villa)                                                                          | 1948           |                        | Edeseweg 78                                                                              | Bennekom | 52° 0' 27" NB, 5° 40' 28" OL  | 0228/GM224   | Woonhuis: (Villa)                                                                          |
| Woonhuis: (Villa)                                                                          | 1948           |                        | Heelsumseweg 32                                                                          | Bennekom | 51° 59' 46" NB, 5° 40' 60" OL | 0228/GM208   | Woonhuis: (Villa)                                                                          |
| Woonhuis: (Villa)                                                                          | 1956           | Gerrit Rietveld        | Hullenbergweg 10                                                                         | Bennekom | 51° 59' 43" NB, 5° 41' 15" OL | 0228/GM209   | Woonhuis: (Villa)                                                                          |
| Woonhuis: herenhuis (Betula Alba)                                                          | 1950           |                        | Edeseweg 72                                                                              | Bennekom | 52° 0' 24" NB, 5° 40' 29" OL  | 0228/GM204   | Woonhuis: herenhuis (Betula Alba)                                                          |
| Woonhuis: (Landhuis)                                                                       |                |                        | Hullenberglaan 2                                                                         | Bennekom | 51° 59' 47" NB, 5° 41' 9" OL  | 0228/GM221   | Woonhuis: (Landhuis)                                                                       |
| Woonhuis: (Landhuis)                                                                       | 1935           |                        | Selterskampweg 13                                                                        | Bennekom | 51° 59' 52" NB, 5° 41' 6" OL  | 0228/GM210   | Woonhuis: (Landhuis)                                                                       |
| Dienstwoning: dokterswoning                                                                | 1963           |                        | Margrietlaan 32                                                                          | Bennekom | 52° 0' 2" NB, 5° 41' 0" OL    | 0228/GM202   | Dienstwoning: dokterswoning                                                                |
| Woonhuiscomplex: portiekflat                                                               | 1958           |                        | Edeseweg 80-108 (plus 1H en 2H bij elk nummer, plus 80-a t/m e, 90-a t/m e, 100-a t/m e) | Bennekom | 52° 0' 30" NB, 5° 40' 28" OL  | 0228/GM227   | Woonhuiscomplex: portiekflat                                                               |
| Woonhuiscomplex: seniorenwoningen met tuinaanleg (Ericapark)                               | 1955           |                        | Ericapark 2-52                                                                           | Bennekom | 51° 59' 50" NB, 5° 40' 44" OL | 0228/GM207   | Woonhuiscomplex: seniorenwoningen met tuinaanleg (Ericapark)                               |